# Hoa Nghiêm tông
Hoa Nghiêm tông (zh. huáyán-zōng 華嚴宗, ja. kegon-shū), còn gọi là Hiền Thủ tông, là một tông phái quan trọng của Phật giáo Trung Quốc, lấy Đại phương quảng Phật hoa nghiêm kinh (sa. buddhāvataṃsaka-sūtra) làm giáo lý căn bản. Tông này do Pháp sư Hiền Thủ Pháp Tạng (zh. 賢首法藏; 643-712) thành lập. Trước đó, hai vị Đỗ Thuận (zh. 杜順, 557-640) và Trí Nghiễm (zh. 智儼, 602-668) đã nghiên cứu thành lập tông chỉ nên được xem là Sơ tổ và Nhị tổ của tông này. Về sau có Pháp sư Thanh Lương Trừng Quán (zh. 清涼澄觀, 737-820) phát triển mạnh phái này, được xem là một hiện thân của Văn-thù-sư-lợi (sa. mañjuśrī). Tổ thứ năm của Hoa nghiêm là Tông Mật (zh. 宗密, 780-841), một Đại sư kiêm Thiền sư xuất sắc. Năm 740, Hoa Nghiêm tông được Đại sư Thẩm Tường (zh. 審祥) truyền qua Nhật.

## Tông chỉ
Chủ trương của tông này là xem mọi vật đều bình đẳng, mọi vật đều liên hệ lẫn nhau. Giáo pháp này được gọi là "nhất thể" – vì Hoa nghiêm quan niệm rằng tất cả đều từ Một mà ra và mọi hiện tượng chẳng qua là dạng xuất hiện của cái Một đó. Đó là các hiện tượng của Pháp giới (zh. 法界, sa. dharmadhātu), chúng cùng xuất hiện đồng thời. Tất cả các pháp (sa. dharma) đều có 6 đặc điểm (lục tướng 六相) trong ba cặp đối xứng là toàn thể và riêng biệt; giống nhau và khác biệt; hòa nhập và riêng tư. Dạng tĩnh của Chân như (zh. 真如, sa. tathatā) là tính Không (空, sa. śūnyatā), tức là Lý (理), dạng động là Sự (事). Lý và Sự tương tác qua lại với nhau mà sinh ra toàn thể vạn vật.
Giáo pháp của Hoa nghiêm tông xuất phát từ quan niệm cho rằng, tất cả đều từ Pháp thân (Tam thân) mà ra, mọi pháp trong thế gian đều phụ thuộc lẫn nhau, không có pháp nào tồn tại độc lập.
Tất cả mọi pháp đều trống rỗng, hai mặt của Không đó là tĩnh (lý) và động (sự) đều cùng lúc tồn tại, xuyên suốt vào nhau, không ngăn ngại; mỗi hiện tượng đều đồng nhất với hiện tượng khác. Quan điểm này được Pháp Tạng trình bày qua một ẩn dụ nổi tiếng: con sư tử vàng. Sư tử biểu hiện cho thế giới hiện tượng (Sự). Vàng là lý, vàng không có một dạng riêng tư, phải xuất hiện dưới một dạng nhất định, nhưng dạng nào cũng được. Mỗi một bộ phận của con sư tử đều bằng vàng. Trong mỗi bộ phận đều có cái toàn thể và ngược lại, cái toàn thể hiện lên trong mỗi bộ phận. Mỗi hiện tượng đều là thể hiện của một cái lý duy nhất và mỗi hiện tượng nói lên tất cả mọi thứ khác. Vàng và sư tử hiện diện đồng thời, phụ thuộc lẫn nhau, bao hàm lẫn nhau. Pháp Tạng cho rằng mọi hiện tượng trong thế gian đều diễn tả cái lý đó.

### Tứ pháp giới
Hoa nghiêm tông xem mọi sự trong thế gian được bao gồm trong bốn loại Pháp giới (Tứ pháp giới) và sáu dạng xuất hiện (lục tướng). Tứ pháp giới gồm có:
1. Sự pháp giới (zh. 事法界): thế giới của mọi hiện tượng thông thường;
2. Lý pháp giới (zh. 理法界): thể chung của nguyên lý, của tự tính tuyệt đối;
3. Lý sự vô ngại pháp giới (zh. 理事無礙法界): chỉ mối liên hệ giữa hiện tượng và bản thể, sinh thành lẫn nhau, đại diện cho nhau không hề chướng ngại;
4. Sự sự vô ngại pháp giới (zh. 事事無礙法界): chỉ sự vật tuy thiên hình vạn trạng nhưng "ăn khớp" lẫn nhau, dựa lên nhau mà có.

### Lục tướng
Lục tướng là sáu mối liên hệ giữa cái toàn thể và cái riêng lẻ trên ba mặt Thể, Tướng, Dụng, được Pháp Tạng giải thích như sau:
1. Tổng tướng (zh. 總相): toàn bộ các chi tiết làm thành một tướng trạng thống nhất, ở đây được ví như toàn con sư tử;
2. Biệt tướng (zh. 別相): nói về các phần nhỏ của một Tổng tướng, các chi tiết đó đều khác với Tổng tướng, mỗi mỗi bộ phận đều có chức năng khác hẳn với Tổng tướng; Hai dạng "Tổng biệt" nói về mối tương quan về mặt nguyên lý giữa cái đơn lẻ và cái toàn thể (體; Thể);
3. Đồng tướng (zh. 同相): tuy các bộ phận khác nhau nhưng chúng lại hòa trong một Tổng tướng, liên hệ qua lại chặt chẽ với nhau;
4. Dị tướng (zh. 異相): các bộ phận khác nhau là khác nơi tướng trạng của chúng; hai dạng "Đồng dị" này nói về mối tương quan nơi mặt tướng trạng giữa bộ phận và toàn thể (Tướng);
5. Thành tướng (zh. 成相): sự kết hợp giữa các bộ phận để thành tổng thể;
6. Hoại tướng (壞 相): mỗi bộ phận tuy là một phần của tổng thể nhưng lại có thế giới và nơi chốn riêng biệt của mình; hai dạng "Thành hoại" chỉ rõ mối liên hệ của toàn thể và cái đơn lẻ trong hoạt động và tác dụng của chúng (dụng 用).

### Ngũ thời giáo
Tương tự như tông Thiên Thai, tông Hoa nghiêm cũng chia giáo pháp Phật Thích-ca ra nhiều thời kì, đó là năm thời giáo:
1. Thời giáo Tiểu thừa, nội dung giáo pháp chứa đựng trong các kinh A-hàm;
2. Thời giáo đầu của Đại thừa, đó là giáo pháp của Pháp tướng tông và Tam luận tông, xem mọi pháp đều trống không vì chúng dựa trên nhau mà có;
3. Thời giáo Đại thừa đích thật là giáo pháp của Thiên Thai tông, xem mọi pháp đều là Không, nhưng chấp nhận sự trình hiện của chúng trên mặt tương đối;
4. Đốn giáo, là giáo pháp đạt được do sự đốn ngộ mà ra, đó là trình độ của Thiền tông;
5. Viên giáo Đại thừa, là giáo pháp của Hoa nghiêm tông.

Giáo pháp của Hoa nghiêm tông có một điểm quan trọng khác với các trường phái Đại thừa còn lại: Tông Hoa nghiêm chuyên nghiên cứu mối liên hệ giữa hiện tượng và hiện tượng, chứ không phải giữa hiện tượng và bản thể. Tông này cho rằng mọi hiện tượng đều tồn tại hòa hợp với nhau, tại vì chúng là phát biểu của một bản thể duy nhất. Chúng như những đợt sóng của một biển duy nhất. Vì thế mọi thế giới và mọi hiện tượng trong mỗi thế giới là hiện thân của một thật thể cao nhất và đồng một thể với Phật tính.

## Hoa Nghiêm tông Nhật Bản
Hoa Nghiêm tông (ja. kegon-shū) Nhật Bản dựa trên giáo lý của Hoa Nghiêm tông Trung Quốc, được Thẩm Tường (zh. shěn-xiáng 審祥, ja. shinshō) truyền qua Nhật năm 740. Đại sư người Nhật đầu tiên của tông Hoa nghiêm là Lương Biện (zh. 良辨, ja. roben, 689-772). Thánh Vũ Thiên hoàng (ja. shōmu tenno, 724-748) là người muốn trị nước theo nguyên công án của tông Hoa nghiêm. Ông cho xây Đông Đại tự ở Nại Lương (nara), sau đổi tên là chùa Hoa nghiêm, trong đó có một tượng Phật Đại Nhật (sa. vairocana). Ngày nay chùa này vẫn là một trung tâm của Hoa nghiêm tông Nhật Bản. Hoa nghiêm tông đóng một vai trò quan trọng trong nền triết lý Phật giáo tại Nhật và kinh Hoa nghiêm được diễn giải để bảo vệ cho quan điểm thống nhất quốc gia.